# Abraham Zapolski
Abraham Zapolski herbu Pobóg (zm. 14 kwietnia 1643 roku) – burgrabia krakowski w latach 1619–1631, żupnik olkuski w latach 1620–1643, pisarz kancelarii większej koronnej w latach 1608-1611.